# Sea Towers
Sea Towers (z ang. dosł. "morskie wieże") – dwa wieżowce o charakterze mieszkalnym i biurowo-usługowym zlokalizowane w śródmieściu Gdyni, zbudowane w latach 2006–2009. Osadzone są na wspólnej podstawie. Całkowita wysokość wyższej wieży to 141,6 m, a niższej 91 m. Sea Towers zostały zaprojektowane przez wiedeńską pracownię architektoniczną Andrzeja Kapuścika, a inwestorem była firma Invest Komfort SA. W rankingu wysokości wieżowców Polsce wyższa wieża znajduje się na 12. miejscu. W chwili oddania do użytku był to najwyższy budynek mieszkalny w Polsce. 

## Budowa
10 maja 2006 odbyło się uroczyste wmurowanie kamienia węgielnego. Początkowo planowano jasną elewację budynku, jednak w trakcie budowy zapadła decyzja o okładzinie z ciemnego granitu. Do wybudowania budynku potrzeba było 42,4 tys. m sześc. betonu i 4,3 tys. ton stali. Masa wież wynosi 140 tys. ton. Powodem trwających długi czas prac ziemnych była mała odległość od wody. Teren wymagał utwardzenia i zagęszczenia gruntu, gdyż przed 1930 rokiem do tego miejsca sięgało morze. Budowę zakończono 28 lutego 2009, a oficjalne otwarcie nastąpiło 14 sierpnia 2009, mimo że pierwsze mieszkania zostały oddane do użytku już w grudniu 2008.

## Charakterystyka kompleksu
Sea Towers to budynki o charakterze mieszkalnym oraz usługowo-biurowym, które składają się z dwóch wież: niższa ma 29 kondygnacji, a wyższa 38 kondygnacji. Według wstępnych planów niższa z wież miała mieć 91 m, a wyższa 116 m i wraz z masztem antenowym miała osiągnąć wysokość 138 m. Po zamontowaniu masztu 17 września 2008 podano, że całkowita wysokość budynku wynosi 141,6 m, w tym długość masztu wynosi 16,2 m, a więc wyższa z wież do dachu ma 125,4 m. Dolne kondygnacje są przeznaczone na zaplecza techniczne i garażowe, kolejne na obiekty usługowo-biurowe i handlowe, powyżej znajduje się strefa mieszkalna z apartamentami o zróżnicowanej powierzchni.
Komunikację pomiędzy piętrami zapewnia siedem cichych szybkobieżnych wind, zjeżdżających do poziomu garażu. Do każdego mieszkania przyporządkowane jest także jedno z indywidualnych miejsc postojowych w garażu podziemnym. Na ostatnim piętrze wyższej wieży Sea Towers znajduje się taras widokowy (wbrew pierwszym zapowiedziom dostępny nie powszechnie, ale tylko dla mieszkańców i ich gości), z którego widać m.in. Zatokę Gdańską, Mierzeję Helską oraz znaczną część Trójmiasta.
Budynek jest zlokalizowany w samym centrum Gdyni, w tzw. Nadmorskiej Strefie Prestiżu Miejskiego na dawnych terenach firmy Dalmor, obok Skweru Kościuszki, w odległości 12 m od linii brzegowej – Nabrzeża Prezydenta. Wieże zlokalizowane są w pobliżu plaży i mariny jachtowej. Wieże wyposażone są w całodobową portiernię, zintegrowane systemy alarmowe, monitoring i wideofony w każdym apartamencie. Budynki mieszczą ok. 250 mieszkań.
Do czasu wybudowania Sea Towers najwyższym punktem widokowym w okolicy Śródmieścia było morenowe wzniesienie, a zarazem jedna z dzielnic Gdyni – Kamienna Góra.
Apartamenty w Sea Towers należą do najdroższych w Trójmieście. Najdroższy penthouse w inwestycji o powierzchni 381 m, został sprzedany w 2021 roku za kwotę 16 000 000 zł.